# Acacia tortilis

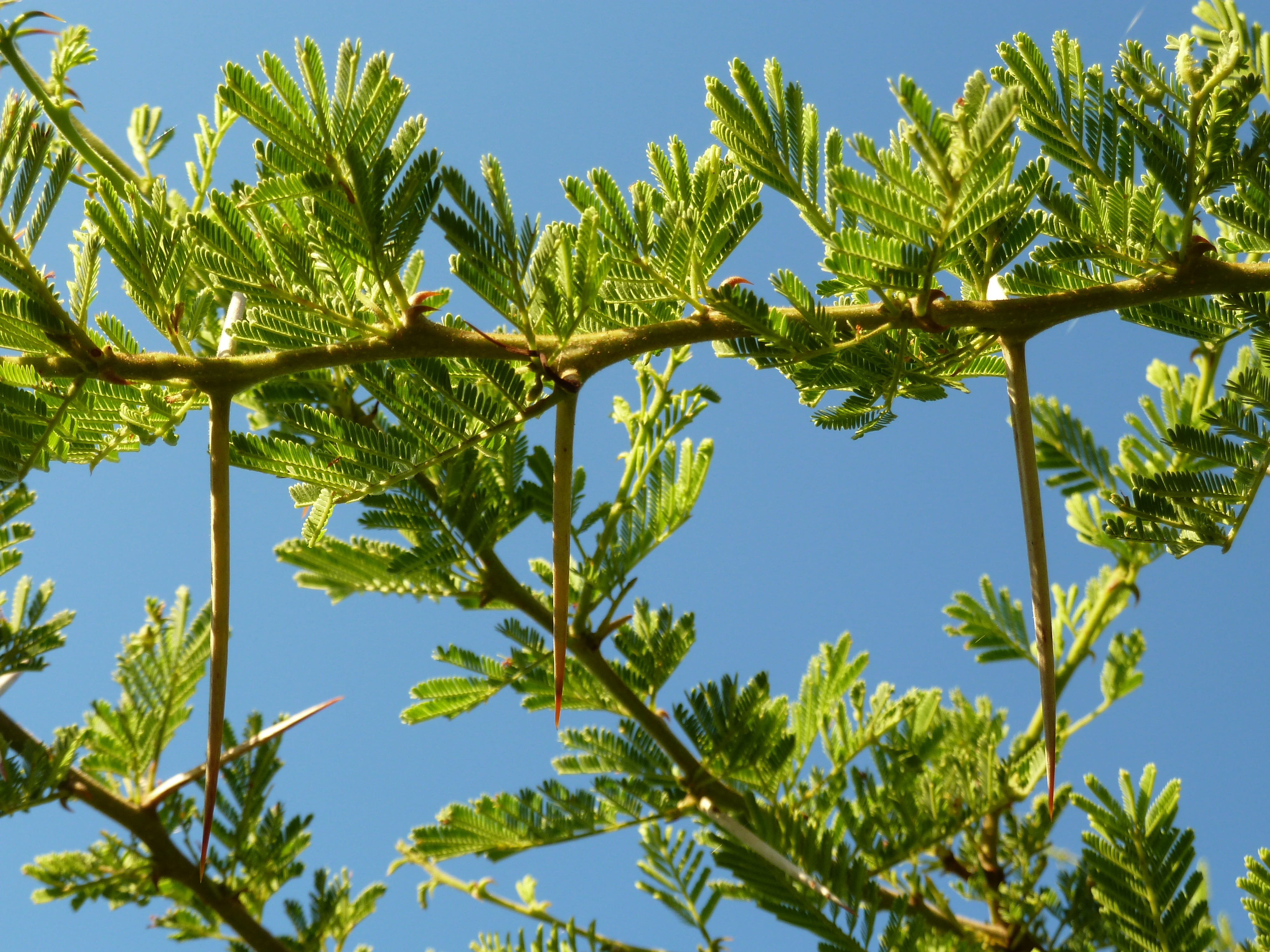
Gałązki Acacia tortilis

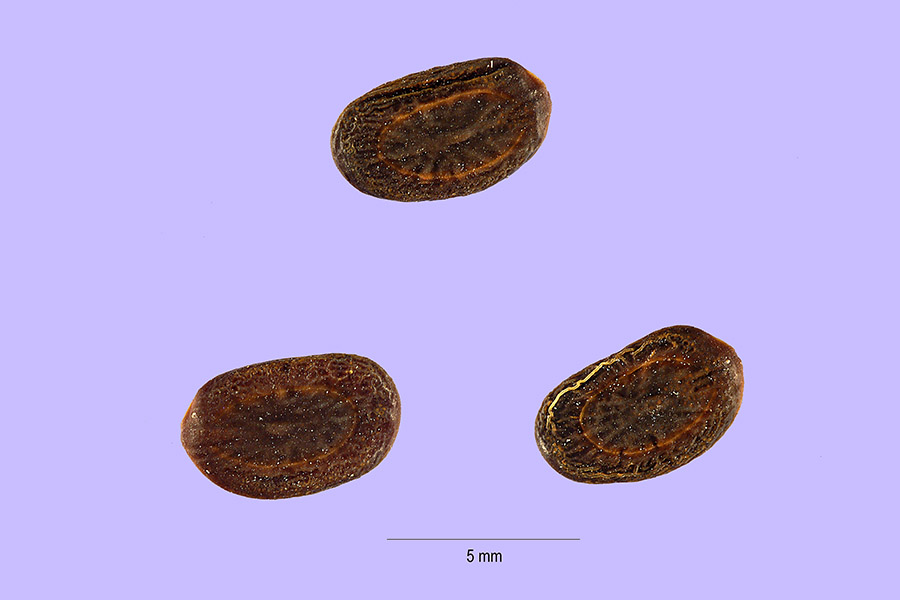
Nasiona

Acacia tortilis (Forssk.) Hayne – gatunek drzewa lub czasami krzewu liściastego z rodziny bobowatych (Fabaceae Lindl.). Występuje naturalnie w Afryce i Azji Zachodniej.

## Rozmieszczenie geograficzne
Występuje w suchych obszarach północnej i zachodniej Afryki, od Senegalu do Nigerii. W Sudanie, Kenii i Tanzanii często spotykany na płaskich terenach podmokłych. Ponadto w Kenii porasta sawannę trawiasto-krzaczastą na wysokości do 1200 m n.p.m. Rośnie naturalnie także na Saharze, w zachodnim Sahelu, dolinie Nilu, w północno-wschodniej Afryce, Izraelu, Jordanii, na Półwyspie Arabskim, w Afryce Wschodniej i Południowej, między innymi w Namibii.

## Morfologia
PokrójRozłożysty. Dorasta do 4 m wysokości. Gałązki są owłosione, proste i smukłe. Mają czerwonobrązową barwę. Posiada ciernie.
LiścieZłożone z 7–15 par listków.
KwiatyPłatki mają białą lub kremową barwę.
OwoceStrąki o żółtobrązowej barwie. Są owłosione i spiralnie skręcona, lekko ściśnięte pomiędzy nasionami, okrągłe w przekroju. Mają od 7,15 do 15 cm długości i od 0,6 do 0,8 cm grubości.
Gatunki podobneOd A. nilotica różni się wielkością i kształtem strąków, dojrzewaniem płciowym.

## Biologia i ekologia
Często rośnie w skupiskach. Występuje na obszarach, gdzie minimalna średnia temperatura najzimniejszego miesiąca nie spada poniżej 5 °C. Potrafi rosnąc na obszarach ze średnią roczną sumą opadów poniżej 400 mm. Na pustyniach, gdzie średnia roczna suma opadów wynosi poniżej 100 mm, zachowuje się jak stygofil, ponieważ poprzez system korzeniowy czerpie wodę z podziemnych warstw wodonośnych znajdujących się na głębokości 40–50 m.
Korzenie tego gatunku rosną 10 razy szybciej niż część nadziemna. Jest co cecha charakterystyczna dla wielu drzew i krzewów pustynnych.
Badania w Parku Narodowym Tarangire w Tanzanii wykazały, że nasiona tego gatunku dobrze kiełkują na odchodach impali.
Spośród 4 znanych podgatunków, 3 są tetraploidami (4n=52), natomiast podgatunek A. tortilis subsp. raddiana jest oktoploidem (8n=104).

## Systematyka i zmienność
Istnieje kilka podgatunków. Ponadto wyróżnia się kilka odmian geograficznych w ramach każdego podgatunku. Różnią się one strąkami (w niektórych odmian są owłosione, a u innych nagie) oraz dojrzewaniem płciowym. Odmiana A. tortilis subsp. raddiana var. pubescens prawdopodobnie powstała w wyniku hybrydyzacji podgatunków A. tortilis subsp. raddiana i A. tortilis subsp. tortilis, ponieważ występuje na pokrywających się obszarach zakresu obu podgatunków.
Wykaz podgatunków
- A. tortilis subsp. heteracantha – Afryka Południowa, gałązki i strąki owłosione, strąki spłaszczone w przekroju
- A. tortilis subsp. raddiana – zachodni Sahel, Sahara, Afryka Północna oraz Azja Zachodnia, gałązki i strąki nagie, strąki okrągłe w przekroju
- A. tortilis subsp. spirocarpa – Afryka Wschodnia oraz Namibia (obszary odizolowane od siebie), gałązki i strąki pokryte proszkiem, strąki spłaszczone w przekroju
- A. tortilis subsp. tortilis – zachodnia Sahara, dolina Nilu, wybrzeże Morza Czerwonego  oraz Azja Zachodnia, gałązki i strąki owłosione, strąki okrągłe w przekroju

## Zastosowanie
- Liście i starsze strąki służą za pożywienie dla bydła – owiec i kóz. Drewno wykorzystywane jest w budownictwie oraz jako drewno opałowe. Strąki, kora oraz korzenie są używane do garbowania[5].
- Z naciętej kory wypływa sok zastygający na powietrzu. Zwany jest gumą arabską i jest przez Arabów wykorzystywany do sporządzania potraw[6].
- Ma także zastosowanie w medycynie niekonwencjonalnej. Ma działanie przeciwrobacze, stosuje się przeciw infekcjom skórnym, obrzękom i chorobom alergicznym[5].

## Obecność w kulturze
- Akacja jest 29 razy wymieniona w Biblii. Zdaniem badaczy roślin biblijnych pod słowem tłumaczonym jako akacja kryją się 3 taksony: Acacia tortilis, jej podgatunek Acacia tortilis subsp. raddiana i Faidherbia albida. Wszystko wskazuje na to, że z drewna podgatunku raddiana i Acacia tortillis wykonano stół na chleby pokładne i ołtarz w Namiocie Spotkania, te gatunki akacji rosły bowiem na trasie przemarszu Izraelitów z Egiptu do Ziemi Obiecanej[6].
- W Migdal Tzabaya czczone i chronione są bardzo stare akacje, panuje bowiem przekonanie, że z ich drewna wykonano Arkę Przymierza[6].
- Okaz tego gatunku, zwany „drzewem z Ténéré” był uważany za „najbardziej samotne drzewo na Ziemi, gdyż był jedynym drzewem w promieniu 400 km. Rósł w północno-wschodnim Nigrze, na zachód od oazy Bilma, pośrodku pustyni. Czerpał wodę z podziemnej warstwy wodonośnej znajdującej się na głębokości 45 m. Drzewo zostało zniszczone przez wojskową ciężarówkę w 1973 roku[7].